# Campeonato Mundial de Lucha de 1987
El XL Campeonato Mundial de Lucha se realizó en dos sedes diferentes: la lucha grecorromana y la lucha libre masculina en Clermont-Ferrand (Francia) entre el 19 y el 29 de agosto y la lucha libre femenina en Lørenskog (Noruega) entre el 24 y el 25 de octubre de 1987. Fue organizado por la Federación Internacional de Luchas Asociadas (FILA) y las correspondientes federaciones nacionales de los países sedes respectivos.

## Resultados

### Lucha grecorromana masculina
| Evento | Oro                         | Plata                           | Bronce                     |
| ------ | --------------------------- | ------------------------------- | -------------------------- |
| 48 kg  | Majiaddin Alajverdiyev URSS | Vincenzo Maenza · Italia        | Lars Rønningen · Noruega   |
| 52 kg  | Pedro Roque Favier · Cuba   | Roman Kierpacz · Polonia        | Alexandr Ignatenko URSS    |
| 57 kg  | Patrice Mourier Francia     | Rıfat Yıldız RFA                | Keijo Pehkonen · Finlandia |
| 62 kg  | Zhivko Vanguelov Bulgaria   | Kamandar Madzhidov URSS         | Shigeki Nishiguchi Japón   |
| 68 kg  | Aslaudin Abayev URSS        | Nandor Sabo Yugoslavia          | Jerzy Kopański · Polonia   |
| 74 kg  | Jouko Salomäki · Finlandia  | Józef Tracz · Polonia           | Daulet Turlyjanov URSS     |
| 82 kg  | Tibor Komáromi · Hungría    | Roger Gössner RFA               | Serguei Nasevich URSS      |
| 90 kg  | Vladimir Popov URSS         | Sándor Major · Hungría          | Atanas Komshev Bulgaria    |
| 100 kg | Guram Gedejauri URSS        | Dennis Koslowski Estados Unidos | Vasile Andrei Rumania      |
| 130 kg | Igor Rostorotski URSS       | Tomas Johansson · Suecia        | Ranguel Guerovski Bulgaria |

### Lucha libre masculina
| Evento | Oro                         | Plata                         | Bronce                           |
| ------ | --------------------------- | ----------------------------- | -------------------------------- |
| 48 kg  | Li Jae-Sik Corea del Norte  | Lee Sang-Ho Corea del Sur     | Serguei Karamchakov URSS         |
| 52 kg  | Valentin Yordanov Bulgaria  | Kim Yong-Sik Corea del Norte  | Mitsuru Sato Japón               |
| 57 kg  | Serguei Beloglazov URSS     | Barry Davis Estados Unidos    | Ahmet Ak Turquía                 |
| 62 kg  | John Smith Estados Unidos   | Jazar Isayev URSS             | Kazuhito Sakae Japón             |
| 68 kg  | Arsen Fadzayev URSS         | Yeoryos Athanasiadis · Grecia | Andre Metzger Estados Unidos     |
| 74 kg  | Adlan Varayev URSS          | David Schultz Estados Unidos  | Uwe Westendorf RDA               |
| 82 kg  | Mark Schultz Estados Unidos | Alexandar Nanev Bulgaria      | Vladimir Modosian URSS           |
| 90 kg  | Majarbek Jadartsev URSS     | James Scherr Estados Unidos   | Jerzy Nieć · Polonia             |
| 100 kg | Leri Jabelov URSS           | Vasile Pușcașu Rumania        | William Scherr Estados Unidos    |
| 130 kg | Aslan Jadartsev URSS        | Andreas Schröder RDA          | Bruce Baumgartner Estados Unidos |

### Lucha libre femenina
| Evento | Oro                            | Plata                              | Bronce                   |
| ------ | ------------------------------ | ---------------------------------- | ------------------------ |
| 44 kg  | Brigitte Weigert · Bélgica     | Anne Johnsen · Noruega             | Shoko Yoshimura Japón    |
| 47 kg  | Anne Holten · Noruega          | Lynie van der Holst · Países Bajos | Satomi Sugawara Japón    |
| 50 kg  | Anne-Marie Halvorsen · Noruega | Kyoko Fukuda Japón                 | Martine Poupon Francia   |
| 53 kg  | Sylvie van Gucht Francia       | Line Johansen · Noruega            | Stine Johansen · Noruega |
| 57 kg  | Isabelle Dourthe Francia       | Sylvie Maret Francia               | Silje Hauland · Noruega  |
| 61 kg  | Ine Barlie · Noruega           | Akiko Iijima Japón                 | Pia Buchholtz Dinamarca  |
| 65 kg  | Brigitte Herlin Francia        | Dorthe Pedersen Dinamarca          | Kimie Hoshikawa Japón    |
| 70 kg  | Georgette Jean Francia         | Rika Iwama Japón                   | Hege Reitan · Noruega    |
| 75 kg  | Patricia Rossignol Francia     | Miyako Shimizu Japón               | —                        |

## Medallero
| Núm. | País            | Oro | Plata | Bronce | Total |
| ---- | --------------- | --- | ----- | ------ | ----- |
| 1    | URSS            | 11  | 2     | 5      | 18    |
| 2    | Francia         | 6   | 1     | 1      | 8     |
| 3    | Noruega         | 3   | 2     | 4      | 9     |
| 4    | Estados Unidos  | 2   | 4     | 3      | 9     |
| 5    | Bulgaria        | 2   | 1     | 2      | 5     |
| 6    | Corea del Norte | 1   | 1     | 0      | 2     |
| 6    | Hungría         | 1   | 1     | 0      | 2     |
| 8    | Finlandia       | 1   | 0     | 1      | 2     |
| 9    | Bélgica         | 1   | 0     | 0      | 1     |
| 9    | Cuba            | 1   | 0     | 0      | 1     |
| 11   | Japón           | 0   | 4     | 7      | 11    |
| 12   | Polonia         | 0   | 2     | 2      | 4     |
| 13   | RFA             | 0   | 2     | 0      | 2     |
| 14   | Dinamarca       | 0   | 1     | 1      | 2     |
| 14   | RDA             | 0   | 1     | 1      | 2     |
| 14   | Rumania         | 0   | 1     | 1      | 2     |
| 17   | Corea del Sur   | 0   | 1     | 0      | 1     |
| 17   | Grecia          | 0   | 1     | 0      | 1     |
| 17   | Italia          | 0   | 1     | 0      | 1     |
| 17   | Países Bajos    | 0   | 1     | 0      | 1     |
| 17   | Suecia          | 0   | 1     | 0      | 1     |
| 17   | Yugoslavia      | 0   | 1     | 0      | 1     |
| 22   | Turquía         | 0   | 0     | 1      | 1     |
|      | TOTAL           | 29  | 29    | 29     | 87    |